# Cova d'Azykh
La cova d'Azykh (en armeni: Ազոխի քարանձավ; en azerí: Azıx mağarası) és un complex de sis coves conegut per haver estat habitat per l'humà de l'edat de pedra. Es troba a 3 km al nord-est del llogaret de Tugh, en el raion de Füzuli (Azerbaidjan). La cova i el territori que l'envolta estan sota control de les forces armènies des de la Guerra de l'Alt Karabakh. La cova de diverses capes d'Azykh és el monument més important de l'edat de pedra de l'Azerbaidjan.

## El descobriment de la cova

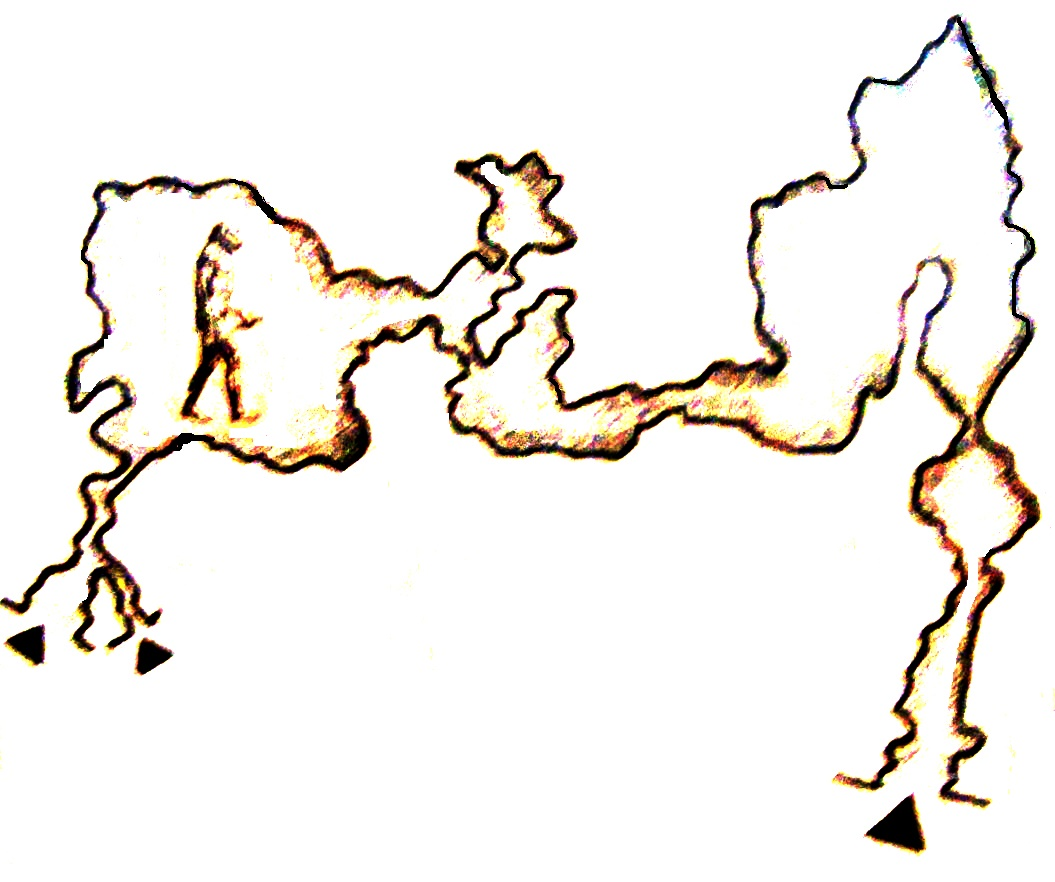
Plànol de la cova

La cova fou descoberta per l'"Expedició Arqueològica Paleolítica" de l'Acadèmia Nacional de Ciències de l'Azerbaidjan sota la direcció de Mammadali Huseynov l'any 1960, i es considera un dels més antics estatges de protohumans d'Euràsia. Aquesta recerca estudià a fons la vida de la gent d'aquest temps. Un os maxil·lar d'estil neandertal de més de 300.000 anys d'antiguitat fou trobat per Mammadali Huseynov al 1968, una mandíbula humana corresponent a una nena preneandertal, classificada com Azikhantropus. Actualment aquest os es conserva en l'Acadèmia de Ciències de Bakú; seria, doncs, una de les restes més antigues de protohumans trobats en aquesta part del món. El seu descobriment donà lloc al terme humà d'Azykh.

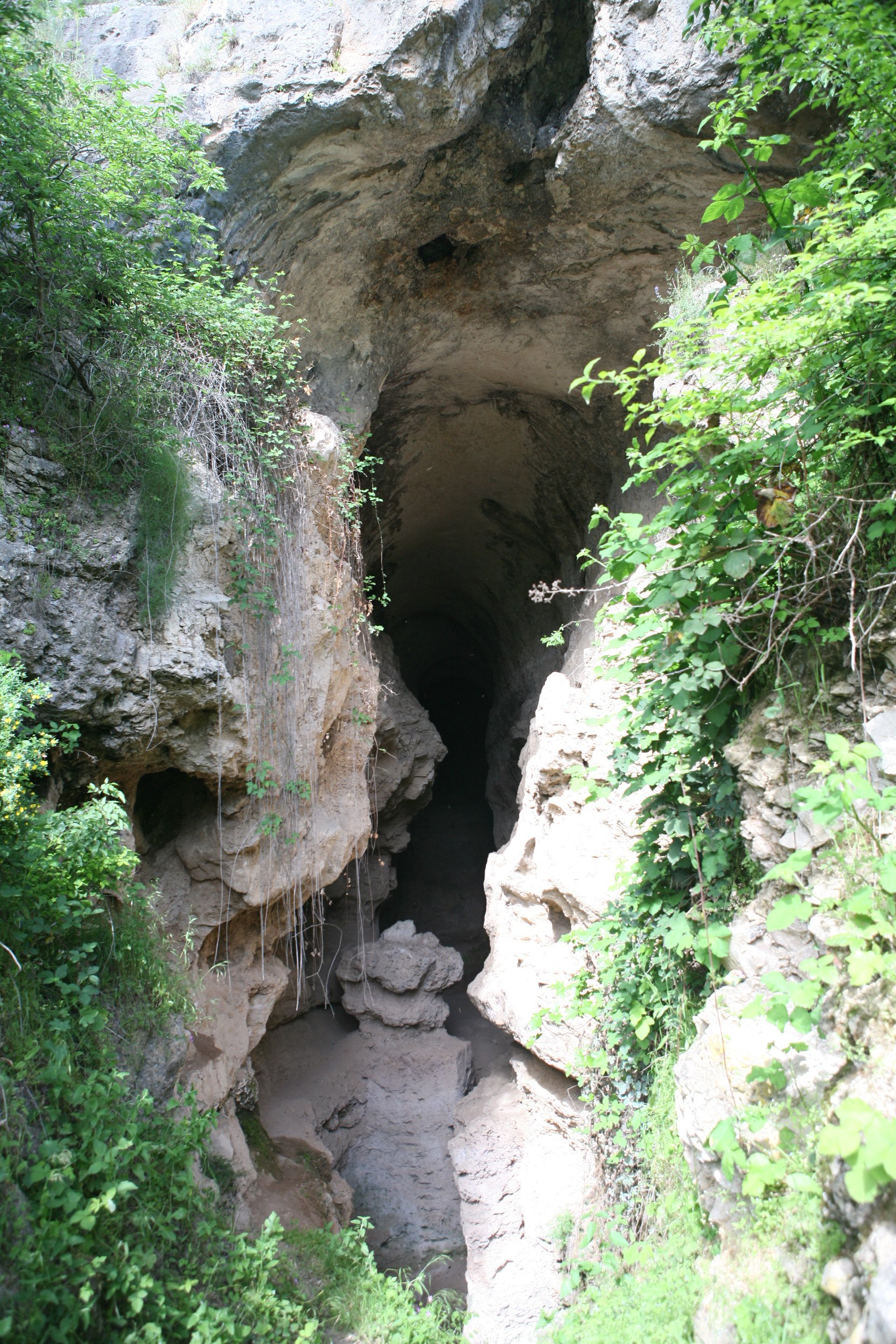
Una de les entrades de la cova Azikh

Els habitants de la cova usaven eines molt primitives per tallar i fer altres faenes. Amb la caça de cérvols, urs, cabres i ossos de les cavernes, també es dedicaven a la recol·lecció. Vivien en un grup menut, format per necessitat natural. A la cova d'Azykh també es trobaren restes d'ossos i pedres, al voltant de taques de cendra, que els científics qualificaren d'una forma primitiva de fumeral, d'una antiguitat de 600.000 a 700.000 anys.
En alguns llocs especialment escollits de la cova s'han trobat esbossos —pràcticament gargots— de tortugues i ossos, que probablement formaren part de rituals religiosos i representacions totèmiques.
Els arqueòlegs han suggerit que les troballes en les capes més baixes de la cova pertanyen a la cultura preacheuliana, una de les més antigues del món (730.000-1.500.000 anys) i en moltes formes semblant a la cultura olduvaiana de la gorja d'Olduvai de Tanzània i a la cultura que va produir la famosa cova de Las Caus, a Occitània.
La mala qualitat de les excavacions de la dècada de 1960 causà incertesa sobre la posició cronològica de les capes. Les excavacions se'n reprengueren a mitjan dècada de 1990. El 2002, un equip internacional d'investigadors dirigit per Tanya King descobrí entrades a la cova inalterades, així com restes de fauna i eines de pedra. Actualment es considera que la cova albergà alguns dels primers hàbitats de protohumans d'Euràsia. Si bé són poques les restes humanes que s'hi han descobert, les evidències mostren que la zona fou ocupada per homínids per un període proper a dos milions d'anys.
També s'hi descobriren instruments acheulians paleolítics i restes de foc. A partir de mitjan dècada de 1990, investigadors d'Armènia, Anglaterra, Irlanda i l'estat espanyol començaren noves excavacions a la cova. Durant els anys 1963-1969 i 1971-1986 segons les excavacions arqueològiques dutes a terme en la cinquena capa, s'hi trobaren molts ossos d'animals caçats i 300 peces de pedra. 

## Capes
Les capes arqueològiques registrades a la cova paleolítica d'Azykh durant les excavacions arqueològiques són deu:
1. La primera capa es compon de sediments negres, de vegades grocs. Durant les excavacions arqueològiques realitzades el 1962-1965, s'hi trobaren parts de plats d'argila de l'edat mitjana, l'edat de bronze i el període Eneolític. Durant els anys següents no s'hi registraren restes materials de l'Eneolític. L'espessor total de la capa era de 77-125 cm.
2. En la segona capa es trobaren eines dels períodes medieval, de bronze i Eneolític. L'espessor total de la capa era de 90-180 cm.
3. D'acord amb diferents característiques, s'identificaren tres estrats en la tercera capa durant les excavacions arqueològiques del 1973 i 1974. El primer estrat consisteix en un sòl gris fosc, amb parts de roca petita; per primera vegada en aquest estrat es trobaren productes de pedra i ossos d'animals caçats pertanyents al mosterià. El segon estrat és de terra argilenca; s'hi descobriren pedres de roca grans. El tercer estrat consta de roques d'argila grisa, amb la part inferior de sòl groc. Durant les excavacions arqueològiques fetes al 1973, vint eines del període mosterià es trobaren en l'estrat inferior de la tercera capa. Aquesta fou una de les troballes més rares de les excavacions mosterianes, perquè aquestes eines eren característiques del període acheulià. L'espessor total del tercer estrat era de 90-145 cm.
4. Fins a les excavacions arqueològiques de 1973 no se'n registren exemples d'objectes relacionats amb humans en la quarta capa. Durant les excavacions del 1973, es trobaren en la quarta capa diversos objectes de pedra i ossos d'animals caçats pertanyents al darrer període acheulià.
5. La cinquena capa és de terra groga. S'hi trobaren fumerals per cuinar, instal·lacions d'edificis primaris i cranis d'ossos.
6. La sisena capa és un sòl d'argila grisa. S'hi trobaren més de 3.000 peces de pedra. L'espessor de la capa era de 55-87 cm.
7. En els articles sobre la cova d'Azykh publicats al 1974 s'indicà que no hi havia restes de material arqueològic sota la 6a capa. Durant les excavacions, però, en sediments de cova sota la 6a capa, al 1974, es trobaren quatre capes arqueològics (7a-10a capes) amb restes materials. L'espessor de la capa era de 82-98 cm.
8. Es trobaren peces úniques de roca caigudes del sostre de la cova. La grossor de la base era de 90-115 cm.
9. L'espessor de la capa era de 78-84 cm.
10. La desena capa és composta d'un sòl d'argila groga. Durant les excavacions, es trobaren eines de pedra dins d'aquesta capa. L'espessor de la capa era de 78-83 cm.

## Galeria d'imatges

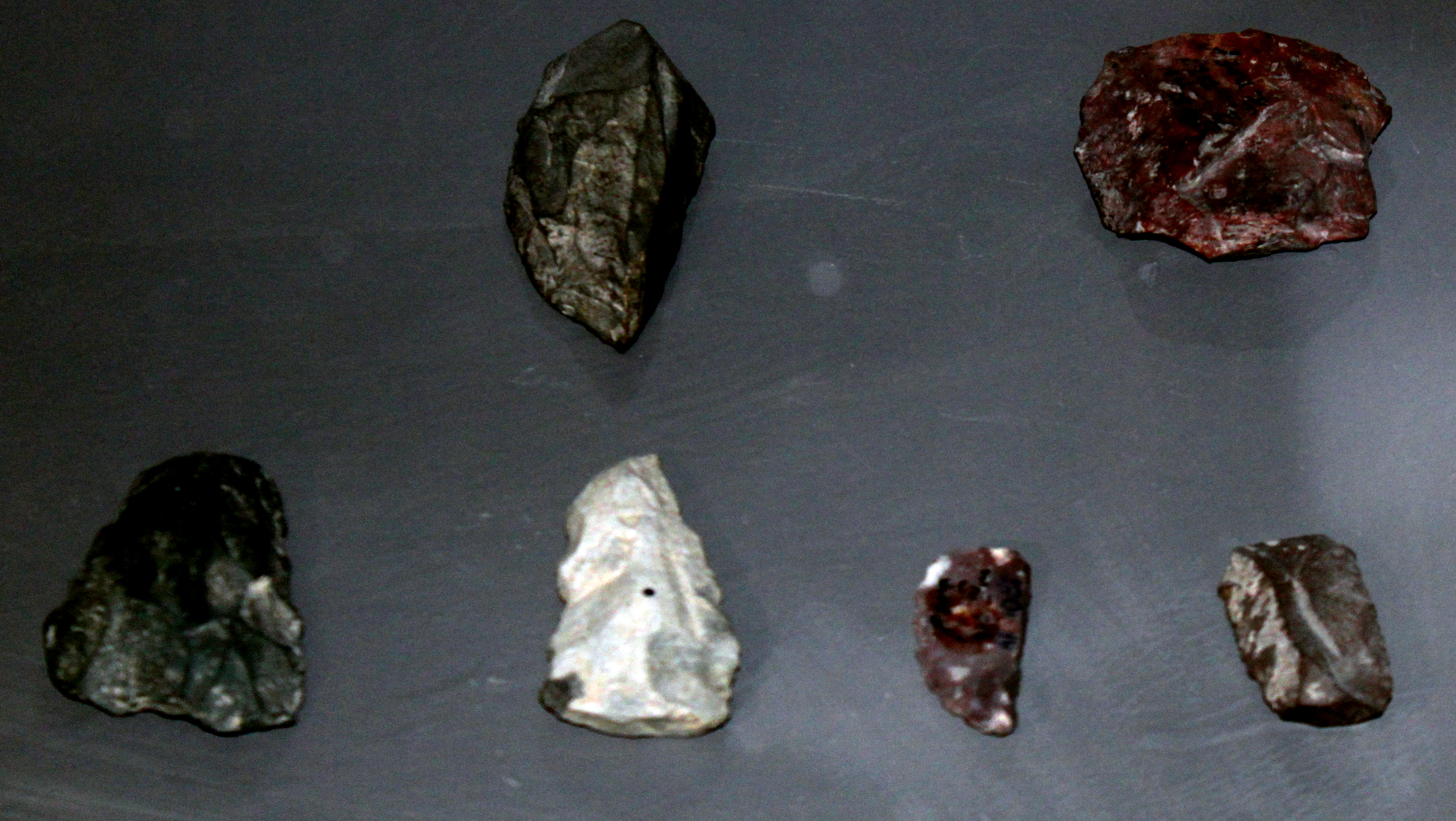
Eines de tercera capa
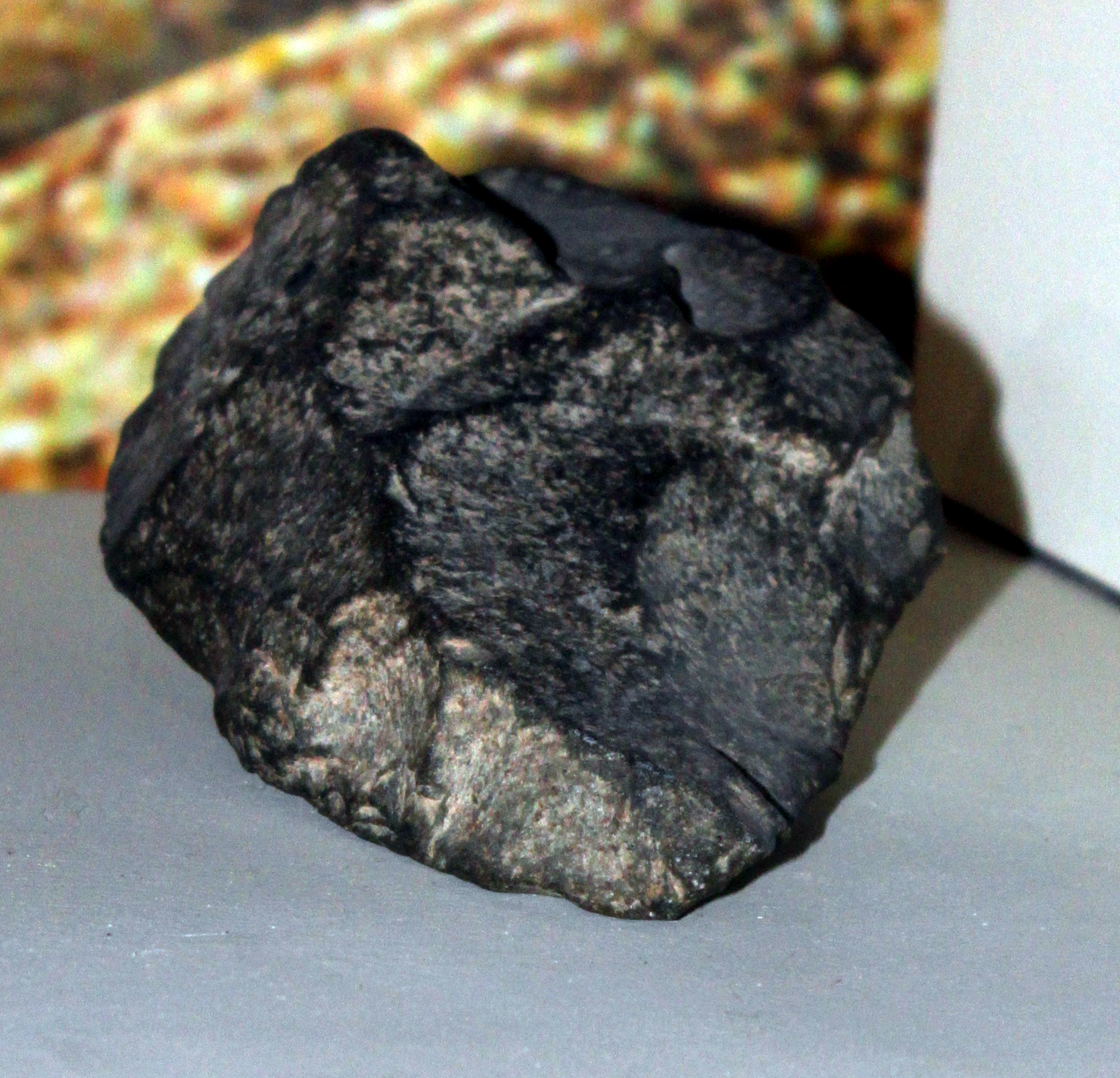
Eina de quarta capa
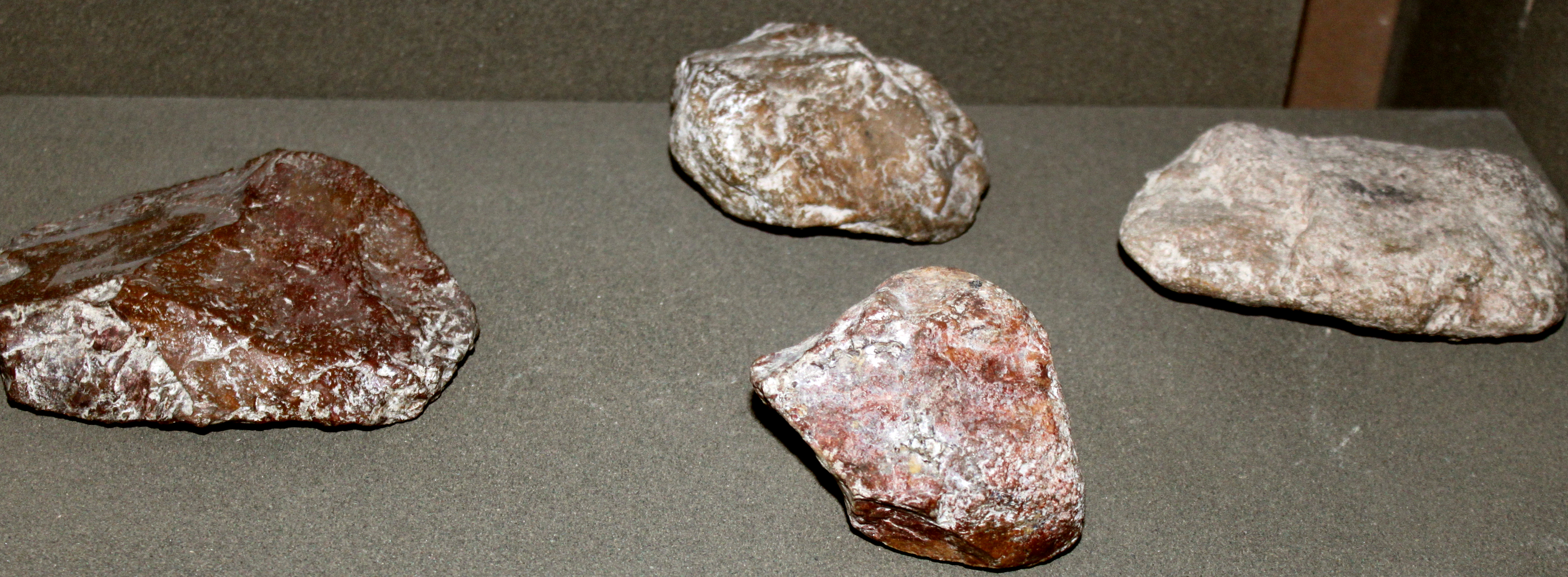
Eina de la cultura de Kuruchai